# Jad Chana
Jad Chana (hebrejsky יַד חַנָּה, doslova „Chanin památník“, v oficiálním přepisu do angličtiny Yad Hanna, přepisováno též Yad Hana) je vesnice typu kibuc v Izraeli, v Centrálním distriktu, v Oblastní radě Emek Chefer.

## Geografie
Leží v nadmořské výšce 53 metrů na pomezí hustě osídlené a zemědělsky intenzivně využívané pobřežní nížiny, respektive Šaronské planiny, a kopcovitých oblastí podél Zelené linie oddělujících vlastní Izrael v mezinárodně uznávaných hranicích od okupovaného Západního břehu Jordánu. Severovýchodně od vesnice protéká vádí Nachal Šechem.
Obec se nachází 15 kilometrů od břehu Středozemního moře, cca 35 kilometrů severovýchodně od centra Tel Avivu, cca 53 kilometrů jižně od centra Haify a 15 kilometrů jihovýchodně od města Chadera. Jad Chana obývají Židé, přičemž osídlení v tomto regionu je etnicky smíšené. Západním směrem v pobřežní nížině je osídlení ryze židovské. Na sever a jih od kibucu ovšem leží téměř souvislý pás měst a vesnic obývaných izraelskými Araby – takzvaný Trojúhelník (nejblíže jsou to města Kalansuva a Zemer). Tento pás narušuje jen židovské sídlo Bat Chefer sousedící s kibucem na východě. 1 kilometr od vesnice probíhá Zelená linie a za ní stojí arabské (palestinské město) Tulkarm.
Jad Chana je na dopravní síť napojen pomocí místní komunikace 5714. Východně od kibucu probíhá také dálnice číslo 6 (Transizraelská dálnice).

## Dějiny
Jad Chana byl založen v roce 1950. Šlo zpočátku o polovojenskou osadu typu Nachal, která byla součástí pásu židovských vesnic zřizovaných v pohraničních nebo odlehlých oblastech státu. Zakladateli vesnice byla skupina židovských přistěhovalců z Maďarska napojených na levicovou organizaci ha-Bonim Dror. Pojmenována je podle židovské odbojářky Chany Seneš.
V 50. letech 20. století vznikl poblíž vesnice kibuc Jad Chana Seneš, který utvořila část obyvatel z Jad Chana. V roce 1972 byl ale rozpuštěn a jeho jediným pozůstatkem je budova centra mládeže. V roce 1996 pak na místě Jad Chana Seneš vyrostla obec Bat Chefer.
Správní území kibucu dosahuje cca 2600 dunamů (2,6 kilometrů čtverečních). Místní ekonomika je založena na zemědělství (rostlinná i živočišná výroba), službách a turistickém ruchu.

## Demografie
Podle údajů z roku 2014 tvořili naprostou většinu obyvatel v Jad Chana Židé (včetně statistické kategorie "ostatní", která zahrnuje nearabské obyvatele židovského původu ale bez formální příslušnosti k židovskému náboženství).
Jde o menší sídlo vesnického typu s populací, která od roku 2005 začala výrazně narůstat. K 31. prosinci 2014 zde žilo 749 lidí. Během roku 2014 populace stoupla o 7,3 %.
| Rok            | 1961 | 1972 | 1983 | 1995 | 2001 | 2003 | 2004 | 2005 | 2006 | 2007 | 2008 | 2009 | 2010 | 2011 | 2012 | 2013 | 2014 |
| -------------- | ---- | ---- | ---- | ---- | ---- | ---- | ---- | ---- | ---- | ---- | ---- | ---- | ---- | ---- | ---- | ---- | ---- |
| Počet obyvatel | 96   | 83   | 118  | 140  | 119  | 117  | 116  | 161  | 208  | 214  | 239  | 280  | 354  | 478  | 619  | 698  | 749  |